# Приматы
Прима́ты (лат. Primates, от primas, род. п. primatis: один из первых, высших) — отряд плацентарных млекопитающих, включающий, в частности, обезьян и полуобезьян. База данных Американского общества маммологов (ASM Mammal Diversity Database, v. 2.0) признаёт 19 семейств, 84 рода и 518 ныне живущих видов приматов, а также 4 вида, вымерших после 1500 года. Приматы — четвёртый по количеству видов отряд млекопитающих (после грызунов, рукокрылых и насекомоядных).
Предки приматов жили на деревьях в тропических лесах. С деревьями связан образ жизни и большинства современных приматов. Соответственно, они приспособлены к трёхмерной среде обитания.
За исключением человека, который населяет все континенты, кроме Антарктиды, большинство приматов обитают в тропических или субтропических районах Северной и Южной Америки, Африки и Азии. Масса тела приматов варьирует от 30 г у лемура Microcebus berthae до более чем 200 кг у восточной равнинной гориллы. В соответствии с палеонтологическими данными, наиболее древние приматы (представители рода Purgatorius) известны с раннего палеоцена, 66—56,8 млн лет назад. Метод молекулярных часов указывает на то, что приматы могли отделиться от предковых форм в середине мелового периода около 85 млн лет назад.
Ранее отряд приматов разделяли на два подотряда — полуобезьян и обезьян. Полуобезьяны характеризовались признаками, характерными для древних приматов. В этот подотряд включали лемуров, лориобразных, галаго и долгопятов. Обезьяны были представлены всеми остальными («высшими») приматами, в том числе человекообразными и людьми. В последнее время приматов классифицируют на подотряды мокроносых (Strepsirrhini) и сухоносых (Haplorhini), причём к последнему относят долгопятов и собственно обезьян (обезьянообразных). Обезьянообразных делят на широконосых, или обезьян Нового Света (обитающих в Южной и Центральной Америке), и узконосых, или обезьян Старого Света (живущих в Африке и Юго-Восточной Азии). К обезьянам Нового Света относят, в частности, капуцинов, ревунов и саймири. Узконосые представлены мартышкообразными (например, бабуины и макаки), гиббонами и большими человекообразными обезьянами. Человек — единственный представитель узконосых обезьян, распространившийся за пределами Африки, Южной и Восточной Азии, хотя ископаемые остатки указывают, что в Европе ранее обитали и многие другие виды. Постоянно описывают новые виды приматов, более 25 видов были описаны в первое десятилетие XXI века, одиннадцать — начиная с 2010 года.
Большинство приматов ведут древесный образ жизни, но некоторые, в том числе большие человекообразные обезьяны и бабуины, перешли к наземному. Однако приматы, ведущие наземный образ жизни, сохраняют приспособления для лазания по деревьям. Способы передвижения включают прыжки с дерева на дерево, хождение на двух или четырёх конечностях, хождение на задних конечностях с опорой на пальцы передних конечностей, а также брахиацию — перемещение, при котором животное передвигается по ветвям деревьев, раскачиваясь на передних конечностях.
Для приматов характерен более крупный, чем у других млекопитающих, мозг. Из всех чувств наибольшее значение имеет стереоскопическое зрение, а также обоняние. Эти особенности сильнее выражены у обезьян и слабее — у лори и лемуров. Для некоторых приматов характерно цветовое зрение. У большинства большой палец противопоставлен другим; у некоторых есть цепкий хвост. Для многих видов характерен половой диморфизм, который проявляется в массе тела, размере клыков, окраске.
Приматы развиваются и достигают зрелости медленнее, чем другие млекопитающие сходного размера, но долго живут. В зависимости от вида, взрослые особи могут жить одиночно, парами или группами до сотен особей.

## Внешний вид
Для приматов характерны пятипалые очень подвижные верхние конечности (руки), противопоставление большого пальца остальным (у большинства), ногти. Тело большинства приматов покрыто волосами, а у лемуровых и некоторых широконосых обезьян есть ещё и подшёрсток, из-за чего их волосяной покров можно назвать настоящим мехом.

## Отличительные особенности
Приматы в основном ведут древесный образ жизни и в связи с этим имеют много приспособлений к такой среде обитания. Отличительные особенности приматов:
- удержание ключицы в плечевом поясе[5];
- строение плечевого сустава, в котором возможны движения во всех направлениях[5];
- противопоставление большого пальца остальным на передних и задних конечностях[5];
- наличие ногтей на пальцах передних и задних конечностей[6];
- плоские ногти на больших пальцах задних конечностей у всех видов[6];
- чувствительные подушечки на концах пальцев[5];
- глазное яблоко окружено костью[7];
- тенденция к более плоскому лицу, повышение значения зрительного анализатора за счёт уменьшения значения обонятельного чувства[7];
- сложная стереоскопическая зрительная система, высокая чёткость зрения и цветное зрение[5];
- мозг с хорошо развитым мозжечком[7];
- крупный относительно размеров тела головной мозг, особенно у человекообразных обезьян[5];
- хорошо развитая кора больших полушарий с извилинами[5];
- меньшее число зубов, чем у примитивных млекопитающих[5];
- три типа зубов[7];
- хорошо развитая слепая кишка[7];
- две молочные железы[5];
- одноплодная беременность[5];
- семенники располагаются в мошонке[7];
- длительная беременность[5];
- склонность к вертикальному положению тела и бипедализм[5].

Не все приматы имеют перечисленные анатомические особенности, не все эти особенности характерны исключительно для приматов. Например, многие другие млекопитающие имеют ключицы, три типа зубов и висячий пенис. В то же время коаты имеют сильно уменьшенные пальцы, лемуры вари имеют шесть молочных желез, а некоторые мокроносые обычно имеют длинную морду и чуткое обоняние.
Часто поведение приматов социальное, со сложной иерархией. Приматы Нового Света образуют моногамные пары, при этом самцы проявляют намного большую заботу о потомстве, чем самцы приматов Старого Света.

### Питание

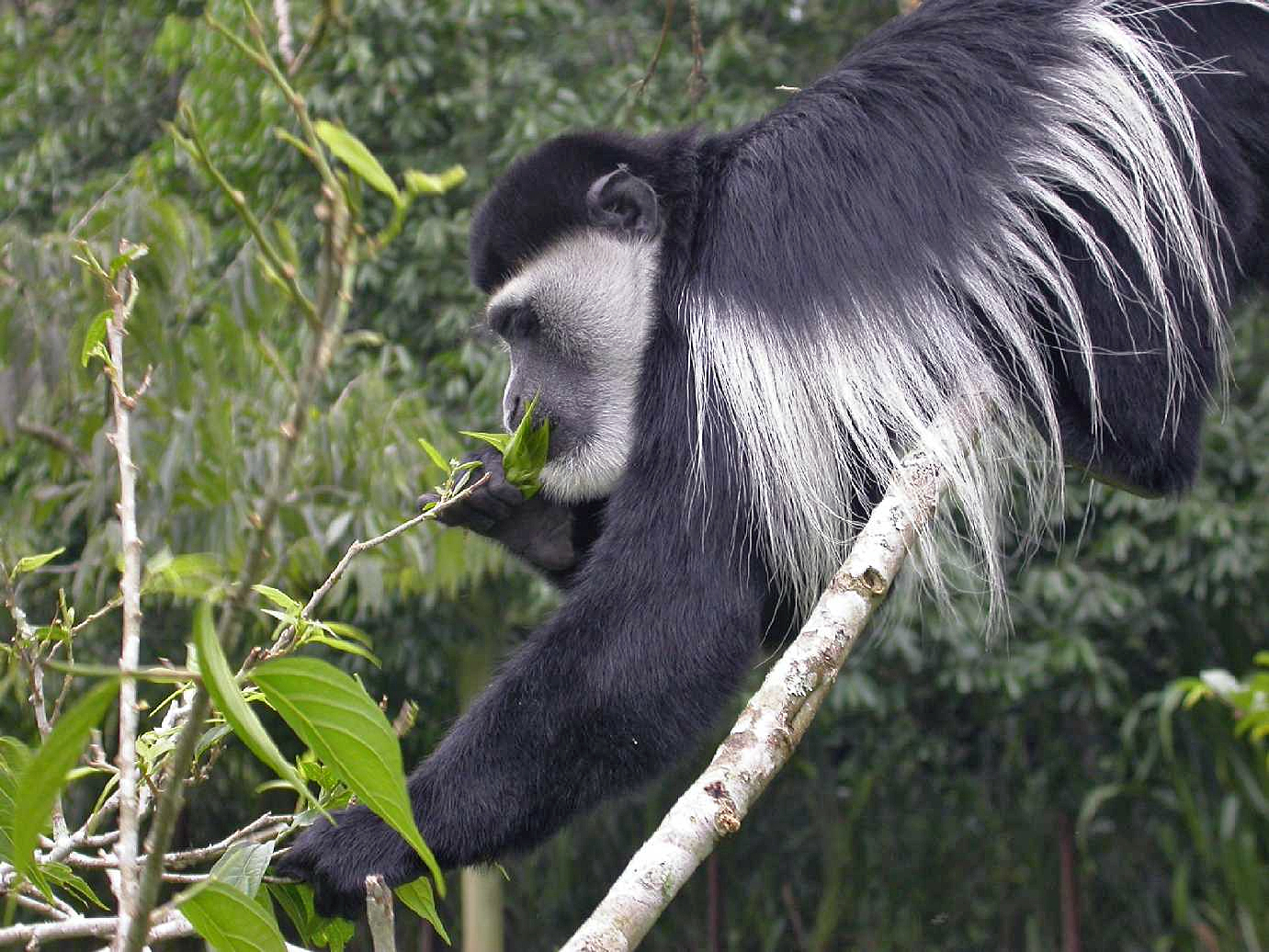
Листоядный Colobus guereza из рода колобусов

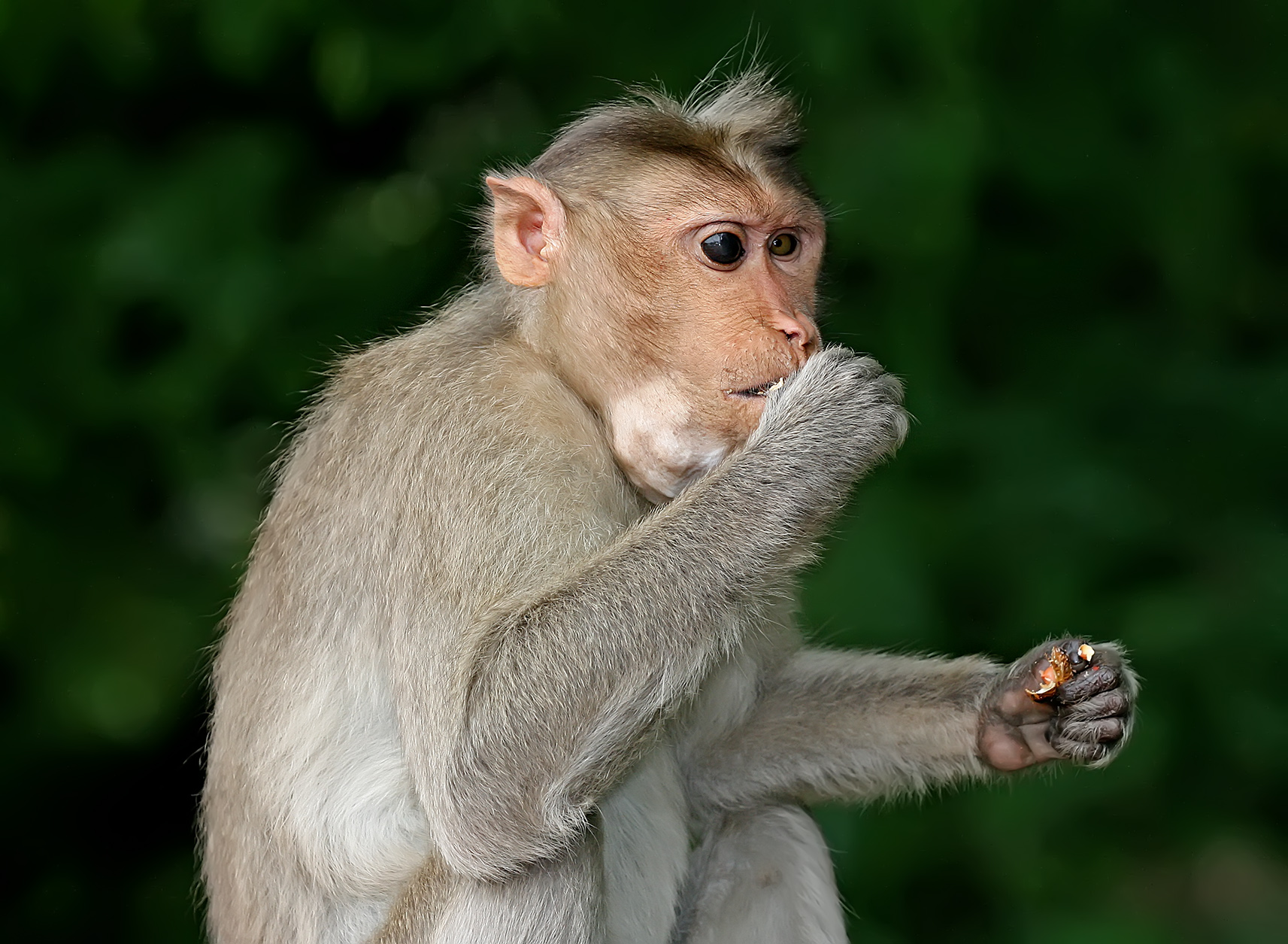
Питаясь, макак-крабоед держит пищу в защёчных мешках

Приматы используют разнообразные источники пищи. Можно предположить, что образ питания современных приматов (включая человека) связан с образом питания их эволюционных предков, добывавших большую часть пищи в кронах тропического леса. Большинство приматов употребляют в пищу фрукты, богатые легкоусвояемыми углеводами и жирами, которые служат источником энергии. Необходимые микроэлементы, витамины и минералы, а также аминокислоты, требуемые для строительства тканей, приматы получают, поедая насекомых и листья растений. Представители подотряда мокроносых приматов (Strepsirrhini) синтезируют витамин C, как и большинство других млекопитающих, но сухоносые приматы (подотряд Haplorrhini) утратили эту способность, и им приходится получать витамин C из пищи.
Многие приматы имеют анатомические особенности, позволяющие им эффективно добывать определённый вид пищи, например фрукты, листья, камедь или насекомых.
Листоеды, такие как ревуны, колобусы и лепилемуры, обладают удлинённым пищеварительным трактом, который позволяет им усваивать питательные вещества из листьев, с трудом поддающихся перевариванию.
Мармозетки, питающиеся камедью, обладают крепкими резцами, позволяющими им вскрывать кору деревьев и добывать камедь, и когти, позволяющие держаться за деревья во время питания. Ай-ай сочетает зубы, напоминающие зубы грызунов, с длинным, тонким средним пальцем и занимает ту же экологическую нишу, что и дятел. Простукивая деревья, ай-ай находит личинок насекомых, прогрызает дыры в древесине, вставляет в отверстие свой удлинённый средний палец и вытаскивает личинку наружу. Lophocebus albigena обладает утолщённой зубной эмалью, что позволяет этому примату из семейства мартышковых открывать твёрдые фрукты и семена, которые прочие приматы открыть не в состоянии.
Некоторые приматы имеют узкий спектр пищи. Так, например, гелада — единственный примат, который питается в основном травой, а долгопяты — единственные полностью хищные приматы (их диета состоит из насекомых, ракообразных и мелких позвоночных, в том числе ядовитых змей). Капуцины, наоборот, имеют очень широкий диапазон пищи, который включает фрукты, листья, цветы, бутоны, нектар, семена, насекомых и других беспозвоночных, птичьи яйца и мелких позвоночных (в том числе птиц, ящериц, белок и летучих мышей). Обыкновенный шимпанзе кроме прочего охотится на других приматов, таких как Procolobus badius.

## Классификация
Отряд приматов выделил ещё в 1758 году Линней, который отнёс к нему людей (Homo), обезьян (Simia), полуобезьян (Lemur) и летучих мышей (Vespertilio). За определяющие признаки приматов Линней принял наличие двух млечных желёз и пятипалой конечности. В том же веке Жорж Бюффон разделил приматов на два отряда — четверорукие (Quadrumana) и двурукий (Bimanus), отделив человека от остальных приматов. Только спустя 100 лет Томас Хаксли положил конец этому разделению, доказав, что задняя конечность обезьяны является ногой. С XVIII века состав таксона изменился, но ещё в XX веке медленного лори относили к ленивцам, а рукокрылые были исключены из числа ближайших родственников приматов в начале XXI века.
В последнее время классификация отряда приматов претерпела значительные изменения. Ранее выделяли подотряды полуобезьян (Prosimii) и человекоподобных приматов (Anthropoidea). К полуобезьянам относили всех представителей современного подотряда мокроносые (Strepsirhini), долгопятовых, а также иногда тупай (ныне рассматриваемых как особый отряд). Антропоиды стали инфраотрядом обезьянообразные в подотряде сухоносых обезьян. Кроме того, ранее выделяли семейство понгид, которое теперь считается подсемейством понгины в семействе гоминиды.
Подотряд Мокроносые приматы (Strepsirhini)
- инфраотряд лемурообразные (Lemuriformes)
  - лемуровые, или лемуриды (Lemuridae): собственно лемуры
  - карликовые лемуры (Cheirogaleidae): карликовые и мышиные лемуры
  - лепилемуры (Lepilemuridae)
  - индриевые (Indriidae): индри, авагисы и сифаки
  - руконожковые (Daubentoniidae): ай-ай (единственный вид)
- инфраотряд лориобразные (Loriformes)
  - лориевые (Loridae): лори и потто
  - галаговые (Galagidae): собственно галаго

Мартышка

Подотряд Сухоносые приматы (Haplorhini)
- инфраотряд долгопятообразные (Tarsiiformes)
  - долгопятовые (Tarsiidae)
- инфраотряд обезьянообразные (высшие обезьяны, Simiiformes)
  - парвотряд широконосые обезьяны, или обезьяны Нового Света (Platyrrhini)
    - игрунковые (Callitrichidae)
    - цепкохвостые (Cebidae)
    - ночные обезьяны (Aotidae)
    - саковые (Pitheciidae)
    - паукообразные (Atelidae)

  - парвотряд узконосые обезьяны, или приматы Старого Света (Catarrhini)
    - надсемейство собакоголовые (Cercopithecoidea)
      - мартышковые, или низшие узконосые обезьяны (Cercopithecidae): макаки, павианы, мартышки и др.

    - надсемейство человекообразные обезьяны, или гоминоиды (Hominoidea)
      - гиббоновые, или малые человекообразные обезьяны (Hylobatidae): настоящие гиббоны, номаскусы, хулоки и сиаманги
      - гоминиды (Hominidae): орангутаны, гориллы, шимпанзе и человек

## Хронограмма

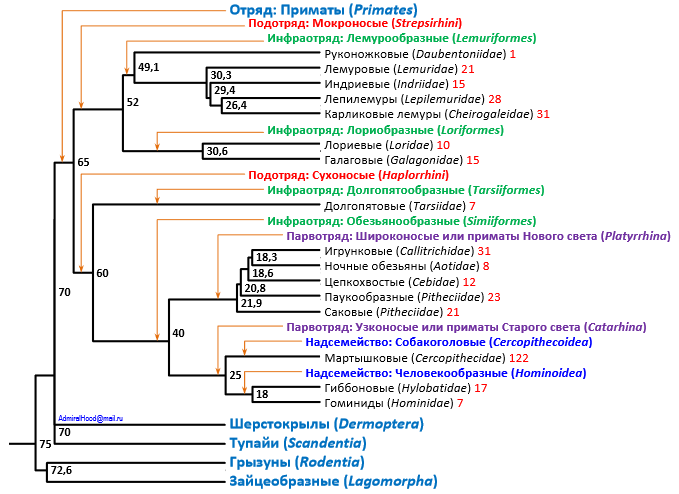
Филогенетическое дерево современных семейств приматов, а также некоторых родственных отрядов млекопитающих. Цифры в узлах дерева показывают ориентировочное время расхождения филогенетических групп (млн лет) по данным молекулярной филогенетики. Цифры после названий семейств обозначают число известных видов. Все данные по http://www.onezoom.org/ на 07.09.2017

## Происхождение и ближайшие родственники
По представлению, сформировавшемуся на основании молекулярных исследований 1999 года, оказалось, что ближайшие родственники приматов не тупайи, а шерстокрылы. Приматы, шерстокрылы и тупайеобразные (вместе с грызунами и зайцеобразными) относятся к одной из четырёх ветвей плацентарных — надотряду Euarchontoglires, а рукокрылые — к надотряду Laurasiatheria. Ранее приматов, шерстокрылов и тупайеобразных группировали вместе с рукокрылыми в надотряд Archonta.
|  | Зайцеобразные (Lagomorpha) |
|  |                            |
|  | Грызуны (Rodentia)         |
|  |                            |

|                 | Тупайи (Scandentia)                                                             |
|                 |                                                                                 |
| Приматообразные | \| \| Шерстокрылы (Dermoptera) \| \| \| \| \| \| Приматы (Primates) \| \| \| \| |
| (Primatomorpha) | \| \| Шерстокрылы (Dermoptera) \| \| \| \| \| \| Приматы (Primates) \| \| \| \| |
|                 | Шерстокрылы (Dermoptera)                                                        |
|                 |                                                                                 |
|                 | Приматы (Primates)                                                              |
|                 |                                                                                 |

|  | Шерстокрылы (Dermoptera) |
|  |                          |
|  | Приматы (Primates)       |
|  |                          |

|  | Зайцеобразные (Lagomorpha) |
|  |                            |
|  | Грызуны (Rodentia)         |
|  |                            |

|                 | Тупайи (Scandentia)                                                             |
|                 |                                                                                 |
| Приматообразные | \| \| Шерстокрылы (Dermoptera) \| \| \| \| \| \| Приматы (Primates) \| \| \| \| |
| (Primatomorpha) | \| \| Шерстокрылы (Dermoptera) \| \| \| \| \| \| Приматы (Primates) \| \| \| \| |
|                 | Шерстокрылы (Dermoptera)                                                        |
|                 |                                                                                 |
|                 | Приматы (Primates)                                                              |
|                 |                                                                                 |

|  | Шерстокрылы (Dermoptera) |
|  |                          |
|  | Приматы (Primates)       |
|  |                          |

Приматы произошли от общего с шерстокрылами предка в верхнемеловое время. Оценки времени появления приматов разнятся от консервативных 65—75 млн л. н. до 79—116 млн л. н. (по молекулярным часам). Разделение Haplorhini и Strepsirrhini, по молекулярным данным, произошло около 87 млн лет назад.
| Докембрий | Фанерозой | Фанерозой | Фанерозой | Фанерозой | Фанерозой | Фанерозой | Фанерозой | Фанерозой | Фанерозой | Фанерозой | Фанерозой | Фанерозой | Эон       |
| Докембрий | Палеозой  | Палеозой  | Палеозой  | Палеозой  | Палеозой  | Палеозой  | Мезозой   | Мезозой   | Мезозой   | Кайнозой  | Кайнозой  | Кайнозой  | Эра       |
| --------- | --------- | --------- | --------- | --------- | --------- | --------- | --------- | --------- | --------- | --------- | --------- | --------- | --------- |
| Докембрий | Кембрий   | Ордо вик  | Сил ур    | Девон     | Карбон    | Пермь     | Триас     | Юра       | Мел       | Палео ген | Нео ген   |           | П-д       |
| 4567      | 538,8     | 486,85    | 443,1     | 419,62    | 358,86    | 298,9     | 251,902   | 201,4     | 143,1     | 66,0      | 23,04     |           | млн лет ← |
| 4567      | 538,8     | 486,85    | 443,1     | 419,62    | 358,86    | 298,9     | 251,902   | 201,4     | 143,1     | 66,0      | 23,04     | 2,58      |           |

Эти древнейшие приматы, по всей вероятности, расселились из Азии в другие места Старого Света и Северной Америки, где дали начало лемурам и долгопятам. Исходные формы обезьян Нового и Старого Света, вероятно, произошли от примитивных долгопятообразных (некоторые авторы предками обезьянообразных считают древних лемурообразных). Обезьяны Нового Света возникли независимо от обезьян Старого Света. Предки их проникли из Северной Америки в Южную, здесь развивались и специализировались, приспосабливаясь к условиям исключительно древесной жизни. Человек по многим анатомическим и биологическим чертам относится к высшим приматам, где составляет отдельное семейство больших человекообразных обезьян (Hominidae), где род люди (Homo), включающий один современный вид — человек разумный (H. sapiens), сближается с родом шимпанзе (Pan), горилл (Gorilla) и орангутангов (Pongo). По очень многим анатомо-физиологическим признакам с человеком весьма сходны не только человекообразные, но и низшие приматы. Они даже подвержены многим свойственным человеку заболеваниям (например, дизентерии, туберкулёзу, полиомиелиту, дифтериту, кори, ангине), в общем протекающим так же, как и у человека. Иногда человекообразные приматы погибают от аппендицита. Всё это говорит о морфологическом и биохимическом сходстве крови и тканей человека и других приматов.